# Edward Pitblado
Edward Bruce Pitblado (23. února 1896, Winnipeg, Manitoba – 2. prosince 1951) byl britský reprezentační hokejový útočník.
S reprezentací Velké Británie získal jednu bronzovou olympijskou medaili (1924).

## Úspěchy
- Bronz na Letních olympijských hrách – 1924